# Ugljevik
Ugljevik (v srbské cyrilici Угљевик) je město a sídlo opštiny v Republice srbské, v Bosně a Hercegovině. Nachází se v severovýchodní části země, na úpatí pohoří Majevica a v blízkosti města Bijeljina. 
Současné město vzniklo v 80. letech 20. století na nové lokalitě na břehu řeky Janje jako město s plánovanou silniční sítí a občanskou vybaveností. Jeho původní název Novi Ugljevik se později zkrátil a ztratil svůj přídomek. Důvodem pro výstavbu nového města byla likvidace Starého Ugljeviku v souvislosti s rozšířením povrchového dolu.
Podle dat ze sčítání lidu z roku 2013 má 4155 obyvatel. 
Místní fotbalový tým nese jméno Rudar/Рудар.